# Turdus leucops
El mirlo ojiblanco (Turdus leucops) es una especie de ave paseriforme en la familia Turdidae propia de América del Sur. Su género es motivo de controversias. Algunos taxonomistas ubican esta especie en el género Platycichla basándose en su morfología. La SACC lo ubica en el género Turdus.

## Distribución y hábitat
Se lo encuentra en Bolivia, Brasil, Colombia, Ecuador, Guyana, Perú, y Venezuela.
Su hábitat natural son los bosques montanos húmedos subtropicales o tropicales.